# 东科活佛
东科活佛（藏語：སྟོང་འཁོར，威利转写：stong 'khor），又稱东科呼图克图，为青海东科尔寺的寺主活佛，同时也是塔尔寺活佛，为清代七大驻京呼图克图之一。最初在西康，第二世起来自青海。

## 历世东科活佛
| 世代     | 生卒年         | 中文姓名                  |
| -------- | -------------- | ------------------------- |
| 第一世   | 1476年－1556年 | 东科·达瓦嘉措             |
| 第二世   | 1557年－1587年 | 东科·云丹嘉措             |
| 第三世   | 1588年－1639年 | 东科·杰瓦嘉措             |
| 第四世   | 1621年－1683年 | 东科·多居嘉措             |
| 第五世   | 1684年－1753年 | 东科·索南嘉措             |
| 第六世   | 1754年－1798年 | 东科·嘉央丹增嘉措         |
| 第七世   | 1799年－1811年 | 东科·噶桑嘉央嘉措         |
| 第八世   | 1812年－1819年 | 东科·图登晋美噶桑         |
| 第九世   | 1820年－1883年 | 东科·图登晋美嘉措         |
| 第十世   | 1883年－1890年 | 东科·罗桑丹贝尼玛         |
| 第十一世 | 1891年－1909年 | 东科·罗桑晋美慈诚嘉措     |
| 第十二世 | 1910年－1920年 | 东科·罗桑图登隆多协珠嘉措 |
| 第十三世 | 1921年－1986年 | 东科·罗桑香曲丹增嘉措     |